# Archaphanostoma histobursalium
Archaphanostoma histobursalium är en plattmaskart som beskrevs av Jürgen Dörjes 1968. Archaphanostoma histobursalium ingår i släktet Archaphanostoma och familjen Isodiametridae. Inga underarter finns listade i Catalogue of Life.